# Craig Johnston
Craig Peter Johnston (Johannesburg, 25 juni 1960) is een in Zuid-Afrika geboren Australisch ondernemer en voormalig betaald voetballer met een Brits paspoort. Hij maakte naam als middenvelder van het Engelse Liverpool in de jaren tachtig van de 20e eeuw, met onder meer vijf Engelse landstitels, een FA Cup en de Europacup I.

## Biografie
Craig Johnston, die in Zuid-Afrika werd geboren als kind van Australische ouders, debuteerde in 1977 als zeventienjarige in het eerste elftal van Middlesbrough. Hij leed als kind aan osteomyelitis, waardoor hij dreigde een been te verliezen. Het scheelde daardoor weinig of Johnston had helemaal geen carrière als profvoetballer. Zijn vader testte ooit bij Preston North End en Dundee United, maar bouwde geen grote carrière uit. Zoon Craig deed dat wel, ondanks de aandoening waaraan hij leed als kind.
Tijdens mijn voetbalcarrière bestond er nogal wat verwarring over mijn nationaliteit en afkomst. Ik zal voor altijd een Australiër blijven.— Johnston in 2013 aan The Guardian
Johnston versierde in 1981 als 21-jarige een transfer naar de Engelse topclub Liverpool, dat onder leiding stond van Bob Paisley en waar op dat moment spelers rondliepen als Kenny Dalglish, Graeme Souness, Jimmy Case, Phil Neal en Ray Kennedy. De volgende zeven jaar werd Johnston populair en had een vaste plaats op het wedstrijdblad bij Liverpool, als bankzitter dan wel als basisspeler. In zeven jaar bij de Reds speelde hij meer dan 300 officiële wedstrijden. Johnston maakte voorts de "wissel van de wacht" mee. Het afscheid van trainer Joe Fagan leidde voor Liverpool namelijk een nieuw tijdperk in met veel verjonging. John Barnes, Ian Rush en Peter Beardsley waren de nieuwe sterspelers. Johnston, die naast middenvelder ook vaak als aanvaller speelde, moest steeds vaker genoegen nemen met het statuut "invaller", zoals David Fairclough.
Johnston won de Europacup I met Liverpool in 1984 tegen het Italiaanse AS Roma na een strafschoppenserie (5–4) en verloor de finale van 1985 tegen het Italiaanse Juventus; het Heizeldrama. Michel Platini scoorde uit een strafschop. Speler-trainer Kenny Dalglish verkoos anderen boven hem, zoals John Aldridge, die Ian Rush verving toen die naar Juventus vertrok. Toen Rush algauw terugkeerde, bleef voor Johnston opnieuw weinig speelgelegenheid over en de offensieve middenvelder werd vrijwel steeds gebruikt als invaller. Hij scoorde 40 competitiedoelpunten voor Liverpool, de laatste twee tegen Sheffield Wednesday (5–1). Liverpool werd dat jaar, in 1988, voor de 17e keer kampioen. Johnston maakte zijn pensioen bekend vlak voor de FA Cup-finale van 1988. Hij viel nog in voor John Aldridge, maar Liverpool verloor de finale van Wimbledon (0–1).
Johnston beëindigde zijn loopbaan op amper 28-jarige leeftijd. Hij was een volksheld op Anfield en zijn bijnaam luistert naar de naam Skippy.

## Ondernemerschap
Johnston jaagde na zijn carrière als voetballer een nieuw leven als fotograaf en ontwerper na. Hij heeft de voetbalschoen "Adidas Predator" ontworpen, althans het prototype daarvan. De schoen werd gedragen door onder anderen Zinédine Zidane, David Beckham, Steven Gerrard, Xavi Hernández en Wayne Rooney. Latere versies oogstten kritiek omdat deze de kans op blessures aan het middenvoetsbeen zouden verhogen. Johnston trommelde destijds Franz Beckenbauer op om de waarde van de schoen te showen, waarna Adidas met Johnston in zee ging. De zool van de schoen gaf hij de naam "Traxion".
Reebok en Nike waren niet geïnteresseerd. Adidas wel, maar ze hadden nog nooit van mij gehoord en stemden daarom niet meteen toe.— Johnston in 2004 aan The Guardian
Johnston ontwikkelde een mobiel apparaat waarmee men detecteert wat er tijdens een verblijf geconsumeerd wordt uit een minibar op hotelkamers. Johnston noemde dat systeem "The Butler".

## Erelijst
Liverpool FC
- Football League First Division

1982, 1983, 1984, 1986, 1988
- Charity Shield

1986
- FA Cup

1986
- League Cup

1983, 1984
- Europacup I

1984
- Football League Super Cup

1987